# Hexaedro truncado estrellado
En geometría, el hexaedro truncado estrellado (o hexaedro cuasi truncado o cubo truncado estrellado) es un poliedro uniforme estrellado, indexado como U19. Tiene 14 caras (8 triángulos y 6 octagramas), 36 aristas y 24 vértices. Se representa con el símbolo de Schläfli t'{4,3} o t{4/3,3}; y su diagrama de Coxeter-Dynkin toma la forma de . A veces se le llama hexaedro cuasi truncado porque está relacionado con el cubo truncado , excepto porque las caras cuadradas se invierten en {8/3} octagramas.
Aunque el hexaedro truncado estrellado es una estelación del cubo truncado, su núcleo es un octaedro regular.

## Poliedros relacionados
Comparte la disposición de vértices con otros tres poliedros uniformes: el rombicuboctaedro convexo, el pequeño rombihexaedro y el pequeño cubicuboctaedro.
| Rombicuboctaedro | Pequeño cubicuboctaedro | Pequeño rombihexaedro | Hexaedro truncado estrellado |